# Hrvati u Srbiji
Hrvati u Srbiji su nacionalna manjina u Republici Srbiji. Kao zajednica su tek od 2005. priznati kao nacionalna manjina. 
Prema popisu iz 2011. ukupan broj Hrvata je iznosio 57.900 i čine 0,81 % stanovništva Srbije. Najviše ih je u Vojvodini gdje je 47.033 izjašnjenih Hrvata i gdje su četvrta po brojnosti etnička skupina. Druga regija gdje su Hrvati brojniji je beogradska regija gdje je bilo 7.752 izjašnjena Hrvata čime su bili peta etnička skupina po brojnosti, dok je još i velik broj Hrvata izjašnjenih pod nenacionalnom opcijom „Jugoslavena”.
Prema popisu iz 1961., broj Hrvata iznosio je još 196.409.
Prema popisu iz 1991. ukupan broj Hrvata je iznosio 97.344 i činili su 1,24 % stanovništva Srbije.
Prema popisu stanovništva provedenom 2002. godine, u Srbiji te je godine živjelo 70.602 Hrvata. 56.546 u Vojvodini a 14.056 u Središnjoj Srbiji. 
Broj Hrvata u Srbiji znatno se smanjio od Drugoga svjetskog rata. Tijekom velikosrpske agresije 1990-ih, ubijeno ih je 25, a prognano 35-40 tisuća.
Srbija i dalje krši čl. 9. Sporazuma o obostranoj zaštiti nacionalnih manjina (2004.) ne omogućujući izravnu zastupljenost Hrvata u predstavničkim i izvršnim tijelima na mjesnoj razini.

## Znamenite ličnosti
Poznati Hrvati i osobe hrvatskog podrijetla koji su iz uže Srbije su: glumci Aljoša Vučković, Žarko Radić, Milan Štrljić (vratio se u Hrvatsku, kćer Iva Štrljić, glumica je ostala u Beogradu), klarinetist Ante Grgin (vratio se u Hrvatsku), šahist Petar Trifunović, nogometaši Vladimir Petrović, Slavoljub Muslin, Stjepan Bobek, Zlatko Čajkovski, Florijan Matekalo, Ivan Ćurković, Franjo Šoštarić, Dragan Mance, Antonio Rukavina, Srđan Mrkušić, plesač Aleksandar Josipović, slikar i dekorater Dragutin Inchiostri Medenjak, operna pjevačica Biserka Cvejić, košarkaš Zoran Maroević, vaterpolisti Vanja Udovičić (rođeno ime Franjo), Ratko Rudić, Vlaho Orlić, pjevač Zlatko Pejaković, botaničar Josip Pančić, povjesničarka Ljubica Štefan, povjesničari Ivan Božić, Jorjo Tadić, glumice Neda Arnerić, Anja Alač (kćer hrvatskog glumca Aleksandra Alača i glumice Vesne Čipčić), filmski kritičar i teoretičar filma Severin Franić i njegova kći Ana Franić, scenarist Siniša Pavić, književnici Antun Šoljan, Gvido Tartalja, književnica Marija Čudina, jezikoslovci Vladimir Anić i Marko Simonović, general JRZ i PZO Zvonimir Jurjević, arhitekti Ivo Kurtović, Mate Bajlon, liječnica Slavka Morić, kazališni kritičar i novinar Feliks Pašić, povjesničar umjetnosti i likovni kritičar Jerko Denegri, povjesničar književnosti Nikša Stipčević, fotograf Ivo Eterović, sociolog i prevoditelj Aljoša Mimica, atletičari Ivan Gubijan, Franjo Mihalić i drugi. 
Iz vremena Austro-Ugarske valja spomenuti Đuru Horvatovića (ujca osnivača Hrvatskog domobranstva Marka Crljena) i dr.
Po majci su Hrvati pjevač Milan Mladenović, nogometaš Siniša Mihajlović, glumac Vladimir Petrović (Žikina dinastija), general Veljko Kadijević i drugi. Brojni su borci hrvatskih partizanskih brigada živjeli u Beogradu ili u drugim gradovima u Srbiji (Ante Banina, Ljubo Ilić, Rudolf Primorac, Nenad Parenta, Paško Romac, Stjepan Filipović, Bruno Vuletić). Po ocu hrvatskog je podrijetla tužitelj srbijanskog Specijalnog suda za ratne zločine Bruno Vekarić. Njegov je otac Vatroslav Vekarić, Hrvat iz Dubrovnika, dugogodišnji direktor beogradskog Instituta za međunarodnu politiku i pisac više knjiga iz oblasti međunarodnog prava i međunarodnih odnosa.
Hrvatskog su podrijeta konvertiti i osobe iz konvertitskih ogranaka obitelji Frenki Simatović, Vladimir Štambuk (sin diplomata Zdenka Štambuka), književnici Vid Vukasović Vuletić, Marko Car, Sibe Miličić, diplomat Ivo Visković, veleposlanik Srbije u Njemačkoj i ini.

## Jezik
Dok u Subotici i okolici nekoliko škola održava nastavu na hrvatskome jeziku, u Srijemu se nastava na hrvatskome održava izvan redovita sustava obrazovanja, u Hrvatskome domu u Srijemskoj Mitrovici.

## Vanjske poveznice
- Hrvatska riječ, tjednik
- Zajednica protjeranih Hrvata iz Srijema Bačke i Banata  Arhivirana inačica izvorne stranice od 23. ožujka 2012. (Wayback Machine)
- Hrvati Vojvodine: Josipoviću i Tadiću, zaštitite nas! Otvoreno pismo.  Arhivirana inačica izvorne stranice od 9. veljače 2012. (Wayback Machine) Večernji list 17. veljače 2011.